# James Bagian
James Philip Bagian (Filadelfia, 22 febbraio 1952) è un ex astronauta e fisico statunitense.